# Гудков, Пётр Владимирович

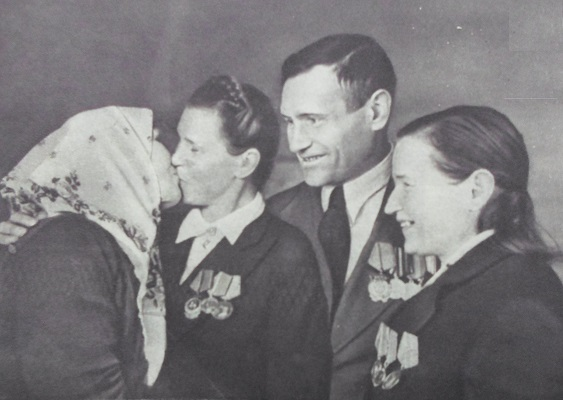
Мать П. В. Гудкова поздравляет его с присвоением звания Героя Социалистического Труда и обеих невесток — его жену Антонину (целует) и Варвару (крайняя справа) Гудковых

Пётр Влади́мирович Гудко́в (21 октября 1914, Батюшково, Дмитровский уезд, Московская губерния, Российская империя — 6 июня 1983) — бригадир колхоза «Борец» Дмитровского района Московской области. Герой Социалистического Труда (1949).

## Биография
Пётр Гудков родился 21 октября 1914 года в селе Батюшково ныне Дмитровского района Московской области в крестьянской семье. По национальности русский. Его отец, Владимир Сергеевич Гудков, участвовал в Первой мировой войне и умер в 1918 году в госпиталь, мать осталась с четырьмя детьми.
Пётр Гудков окончил семь классов церковно-приходской школы, а спустя время и техникум. После получения начального образования трудился в местном колхозе «Борец» вплоть до призыва по мобилизации Дмитровским районным военкоматом. За то время он женился, у пары родилась дочь.
С октября 1941 года принимал участие в Великой Отечественной войне. Пётр прошёл боевой путь ефрейтором 86-го инженерно-сапёрного батальона. Был организатором, участвовал в подготовке молодого снабжения, помогал в работе командиру роты, участвовал в разминировании и строительстве переправы.
В 1941—1942 годах воевал под Ржевом. К нему ездила его жена с едой. Она потом рассказывала, что он не мог наестся в армии, и даже ей привезённые сухарики не помогали утолить голод. 20 декабря 1943 года построил по пояс в ледяной воде танковую переправу. 4 и 5 января 1944 года по его примеру мобилизовал личный состав для выполнения боевой задачи, был ранен, но боевого поста не оставил. За это он был награждён орденом Красной Звезды. Был госпитализирован и весной 1944 года вернулся к себе на родину. После травмы левая рука Петра Гудкова плохо восстановилась и почти не работала.
После демобилизации П. В. Гудков вернулся на родину и продолжил работу в колхозе «Борец». Он руководил полеводческой бригадой по выращиванию овощей и зерновых культур, а также был секретарём партийной организации колхоза. Стал членом ВКП(б) с 1944 года. Рука П. В. Гудкова в то время уже постепенно разработалась.
По итогам работы в 1948 году его бригада добилась урожая картофеля в 558 центнеров с гектара на площади 6 га.
Указом Президиума Верховного Совета СССР от 4 марта 1949 года бригадиру Петру Владимировичу Гудкову было присвоено звание Героя Социалистического Труда с вручением ордена Ленина и золотой медали «Серп и Молот» за получение высокого урожая картофеля в 1948 году. Этим же указом высокого звания были удостоены председатель колхоза Фёдор Алексеевич Бурмистров и обе звеньевые его бригады 
Являлся мужем Антонины Никитичны Гудковой и деверем Варвары Федотовны Гудковы. Обе в тот же день также получили звание Героя Социалистического Труда. За трудодни, заработанные в 1948 году, Гудковы получили 140 пудов зерна, 1 700 пудов картофеля, 360 пудов овощей и 2 500 рублей, на которые был построен семейный дом. Старший брат Петра Иван Владимирович Гудков погиб в сентябре 1941 года.
В последующие годы бригада П. В. Гудкова продолжала давать высокие результаты по овощной и зерновой продукции колхоза «Борец», с 1960 года реорганизованном в совхоз «Борец» Дмитровского района.
Окончил Высшую партийную школу, работал инструктором обкома партии в машинотракторных мастерских. Однако состояние его здоровья резко ухудшилось и с этой работы пришлось уйти.
Скончался 6 июня 1983 года.

## Награды
- Орден Красной Звезды (7 января 1944);
- Орден Трудового Красного Знамени (19 февраля 1948);
- Герой Социалистического Труда — указом Президиума Верховного Совета СССР от 4 марта 1949 года;
- Орден Ленина, медаль «Серп и Молот» (4 марта 1949).
- Медаль «За трудовую доблесть» (9 июня 1950).